# Église Notre-Dame de Coulanges-sur-Yonne
L'église Notre-Dame de Coulanges-sur-Yonne est une église située à Coulanges-sur-Yonne, en France.

## Localisation
L'église est située dans le département français de l'Yonne, sur la commune de Coulanges-sur-Yonne.

## Description

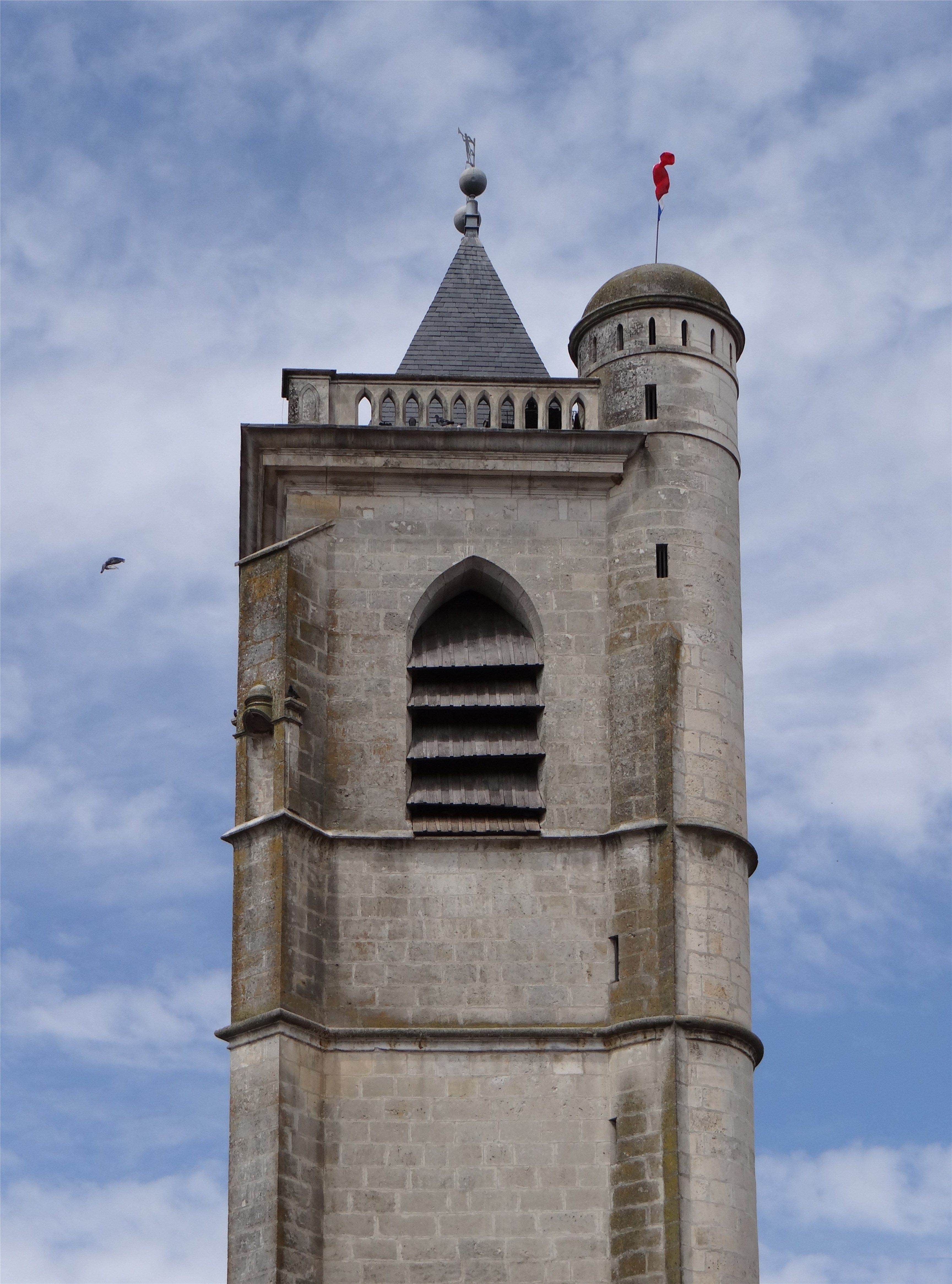
Le clocher.

La tour carrée du XVIIe siècle est haute de 33 mètres.

## Historique
L'édifice est inscrit au titre des monuments historiques en 1989.